# 你並不孤單！
《你並不孤單！》是日本MF文庫J所出版的輕小說作品，作者為小岩井蓮二、插畫為鳴瀨ひろふみ。第一集於2011年11月30日出版，第三集（最後一集）於2012年6月25日出版。

## 劇情概要
稻葉悠大與日向詩織是青梅竹馬，就讀於「五色塚學園」。有天稻葉悠大撿到一個走失的小女孩名叫莉莉，他把該女孩送到警察局，但之後警察卻帶回女孩，並責怪他說「怎麼可以把自己的小孩亂丟」。莉莉失去了記憶，認定稻葉悠大是她的爸爸、日向詩織是她的媽媽，就連周遭的人都認定稻葉悠大與日向詩織是莉莉的父母。他們只好開始養育莉莉，而稻葉悠大同時被一神秘人物所跟蹤。

## 登場人物
- 稻葉悠大（稲葉 悠大）：本作的男主角，是位高中生，與日向詩織從小就認識。
- 日向詩織（日向 しおり）：本作的女主角，也是位高中生，與稻葉悠大從小就認識。怕被人看到一頭亂髮而戴著髮箍。
- 莉莉：五歲小女孩，來自平行世界。
- 艾蕾娜（エレナ）：跟蹤稻葉悠大並轉學到同一學校的女生，與莉莉來自同一平行世界。
- 百瀨穗乃香（百瀬 ほのか）：稻葉悠大與日向詩織的同學，擔任班長，骨子裡卻是超S虐待狂。

## 出版列表
- 第一集：日文版（ISBN 978-4-8401-4297-7）、中文版（東立出版社發行，ISBN 9789863320982）
- 第二集：日文版（ISBN 978-4-8401-4393-6）、中文版（東立出版社發行）
- 第三集：日文版（ISBN 978-4-8401-4576-3）

## 外部連結
- （繁體中文）東立出版社